# Dožd'

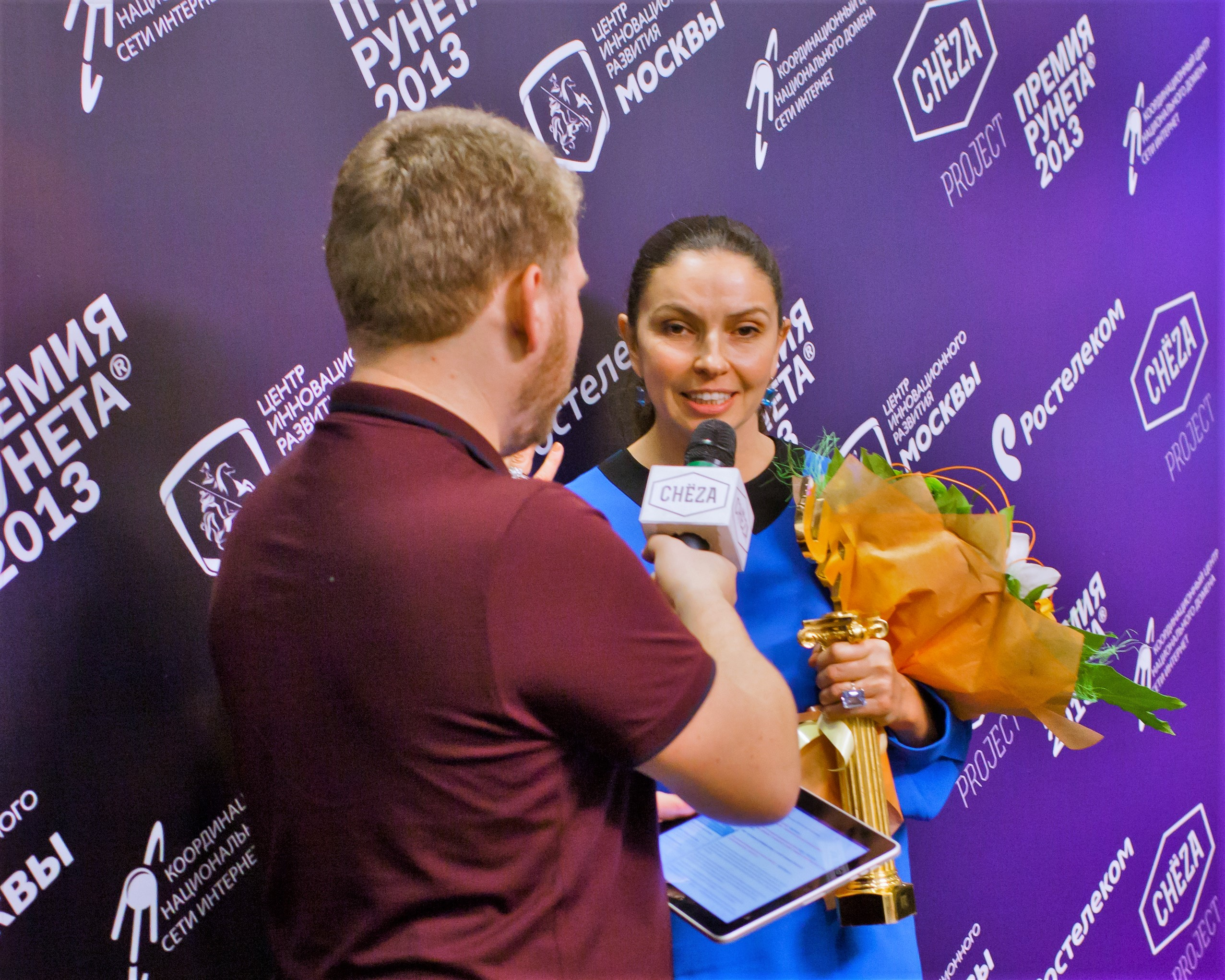
Natal'ja Sindeeva, fondatrice e proprietaria Dožd'

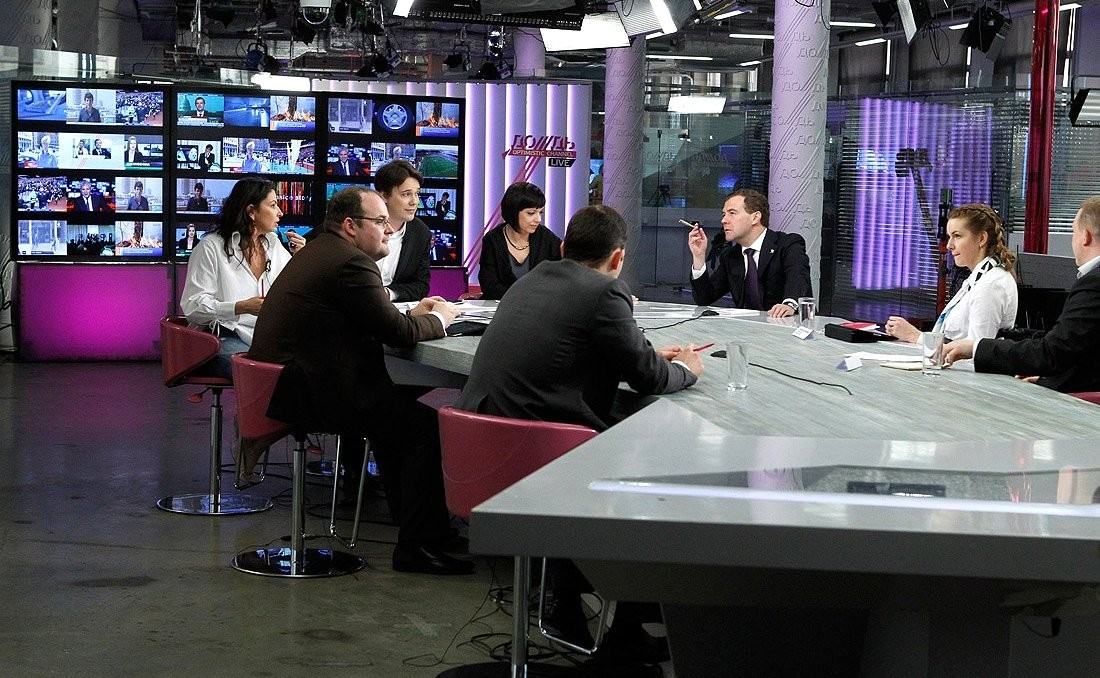
Natal'ja Sindeeva, Michail Zygar' e il presidente della Russia Dmitrij Medvedev nello studio principale di Dožd'

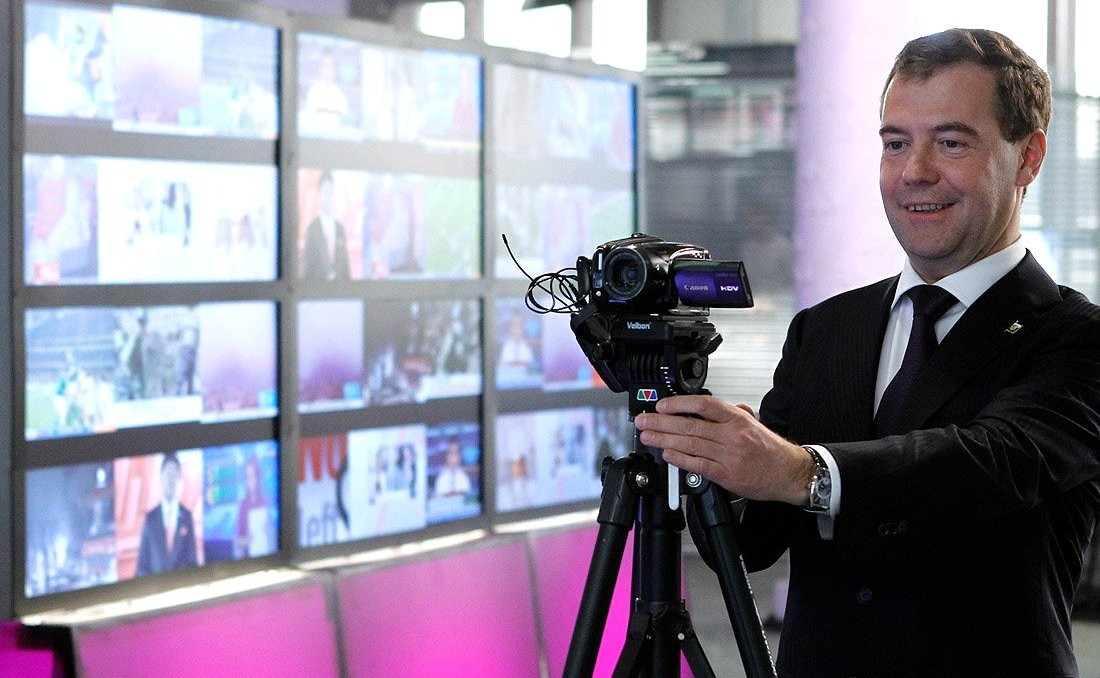
Dmitrij Medvedev e la telecamera di Dožd'

Dožd'  (Дождь, "Pioggia", conosciuta anche come Dožd' - (The) Optimistic Channel) è un canale televisivo indipendente russo, posseduto da Natal'ja Sindeeva. Dožd' si concentra sulle notizie, esperimenti, concerti live, discussioni, cultura, politica, rapporti economici e documentari. Il motto del canale è "parla di cose importanti con coloro che sono importanti per noi". La maggior parte degli spettacoli di Dožd' sono trasmessi dal vivo.
Il 26 gennaio 2014, Dožd' lanciò un sondaggio sul suo sito e nel programma di discussione "Dilettanti" chiedendo agli spettatori se Leningrado si sarebbe dovuta arrendere all'invasione dell'armata nazista per poter salvare centinaia di migliaia di vite (i presentatori citarono Viktor Astaf'ev e compararono l'evento alla cattura della città di Mosca disabitata del 1812). Dopo 30 minuti, Dožd' rimosse il sondaggio chiedendo scusa per la formulazione sbagliata. Nei giorni successivi Dožd fu criticata da politici, dagli attivisti, dai membri della Duma e da Valentina Matvienko per un sondaggio online sull'assedio di Leningrado della seconda guerra mondiale. Dmitrij Peskov, segretario di stampa di Vladimir Putin, criticò il canale e disse che hanno violato "più di una legge". Jurij Pripačkin, Presidente dell'Associazione delle Televisioni Terrestri Russe (AKTR), disse che egli voleva "avere le funzioni di censuratore".
Il 30 gennaio 2014 l'emittente chiude, a causa della chiusura del sito internet da parte del gestore Akado sia a causa della sospensione all'uso dei ricetrasmettitori.

## Proteste russe del 2011
Dožd' fu uno dei primi canali in Russia a seguire e a rapportare con servizi le proteste in Russia del 2011 contro le accuse di brogli durante le elezioni russe. 
Il 9 dicembre 2011, a Dožd' è stato chiesto di recuperare le copie dei suoi servizi sulle proteste per controllare se sono state rispettate le leggi sui media russi. Il Presidente Dmitrij Medvedev smise di seguire Dožd' su Twitter. Secondo un rapporto di RIA Novosti, fu il primo mass media che Medvedev scelse di seguire sul social network.

## Disponibilità
Il sito di Dožd' offre la possibilità di visionare il programma in streaming e vedere programmi archiviati.
Gli spettatori in Russia possono ricevere il canale come parte del pacchetto base di NTV Plus, del pacchetto gratuito di Kontinent TV, di Beeline TV, o del pacchetto Optimum di Tricolor TV.
Da marzo 2013 il canale è disponibile in Israele come parte del pacchetto base di Yes Israel.
Il canale è disponibile anche in Ucraina (l'unico canale russo in paese), Georgia, Israele, Moldavia, Lettonia, Lituania, Estonia.
Sul satellite Horizons-2, Dožd' è disponibile in HD:
- Posizione: 85° E longitudine
- Frequenza: 12160 MHz
- Polarizzazione: Orizzontale
- Symbol rate: 28800
- Standard satellite: DVB-S2 / MPEG4
- Modulazione: 8PSK
- FEC: 3/5
- SID: 601

## Personaggi chiave
- Natal'ja Sindeeva - proprietaria/fondatrice/chief executive
- Michail Zygar' - editor-in-chief